# 稲森彩
稲森 彩（いなもり あや、1991年7月7日 - ）は、元琉球放送 (RBC) のアナウンサー。

## 来歴・人物
三重県伊賀市出身。三重県立上野高等学校、東京海洋大学卒業。
大学を卒業後、三重テレビ (MTV) の報道記者を経て、2018年7月に、琉球放送に入社。
特技はシーカヤック乗り。
好きなことは、神社仏閣巡り。
2022年5月20日24時放送の『稲森彩のミュージックファイルマックス』にて、2022年6月30日をもってRBCアナウンサーを卒業する事を発表。同時に、沖縄のビーチで撮影した卒業ムービーをTwitterとInstagramで公開した。
稲森が日頃から所持しているはぴるん棒は、RBCiラジオ「沖野綾亜のチルドキ!!」「オンラインカフェvol.2〜はぴるん宇宙に帰るの巻〜」にて、琉球ガラスで、再現されたものが限定発売された。

## 担当していた番組

### テレビ番組
- RBCフラッシュニュース[1]

### ラジオ番組
- 稲森彩のミュージックファイルマックス[1]（2019年1月 - 2022年6月）
- 稲森彩のモーニングブレイク[4]（2019年4月 - 2019年9月）
- 漢那邦洋のスポーツフォーカル - 火曜担当（2019年4月 - 2020年3月）
- Orion Presents Value Of Nature[1]（2020年4月 - 2021年3月）
- ひとり語りシアター[1]
- ジ・アナウンサーズ 特命全権アナβ[1]
- 歌のない歌謡曲[2] - 木曜・金曜担当（2021年9月30日 - 2022年6月30日）